# 小行星1677
小行星1677（1677 Tycho Brahe）是一颗围绕太阳公转的小行星。1940年9月6日，爾約·維薩拉在图尔库发现了此天体。
該小行星以丹麥天文學家第谷·布拉厄命名。
这颗小行星的绝对星等为11.7等。